# Ракови
Ракови или љускари (Crustacea) су зглавкари за које је карактеристично да имају два пара антена, двогране екстремитете, да дишу на шкрге и да су, са малим изузецима, водене животиње. Овај подтип зглавкара обухвата око 30 000 врста најчешће добро покретних животиња које воде слободан начин живота, са само неколико врста које су сесилне и ретким паразитским врстама.

## Спољашња анатомија
Тело им је хетерономно сегментисано и најчешће подељено на два региона:
- главеногрудни (cephalotorax), настао срастањем 6 главених и различитог броја, зависно од врсте ракова, грудних сегмената и
- трбушни (abdomen), који се састоји од различитог броја сегмената.

На глави се налазе:
- очи
- усни отвор
- 5 пари усних екстремитета:

1. пар су антене 1 које најчешће примају хемијске дражи:
2. пар су антене 2 које могу да имају различите улоге: тактилних чулних органа, пливање, придржавање женке приликом парења и др.
3. пар су мандибуле као пар јаких хитинских и назубљених плоча којима се дроби храна;
4. два пара максила, нежни, листолики екстремитети који додатно ситне храну.
Број грудних екстремитета је усаглашен са бројем сегмената који граде овај регион:
1. један од прва три пара су виличне ноге (максилопеде) којима се храна придржава и помера ка усном отвору;
2. остали грудни екстремитети служе за кретање и називају се переиподе. Оне могу код појединих представника, какви су десетоноги (декаподни) ракови, да буду јако снажне и у облику клешта којима се плен хвата и дроби.
Трбушни екстремитети се називају плеоподе и присутни су само код виших ракова. Најчешће имају улогу у кретању, пливању, а могу служити и за ношење јаја, код женки, или као копулаторни органи мужјака.
Спољашњи скелет је добро развијен и изграђен од кутикуле коју излучује једнослојни епидермис. На спојевима сегмената и чланака ногу кутикула је танка што омогућава добру покретљивост тих делова.

## Унутрашња анатомија
Цревни систем је састоји од:
- предњег црева, које је пореклом од ектодерма и обложено је кутикулом која образује задебљања чија је улога механичка обрада хране;
- средње црево је ендодермалног порекла и нема кутикулу, у њега се улива пар жлезда означених као јетра;
- задње црево је истог порекла као и предње и такође је обложено кутикулом.

Крвни систем је отворен, крв циркулише кроз:
- срце које је смештено са леђне стране у перикардијуму (остатак целома);
- артерије
- синусе.

У крви се налазе респираторни пигменти:
- еритрокруорин;
- хемоцијанин
- хемоглобин.

Ракови дишу:
- помоћу шкрга, они који живе у води, које могу бити у виду листића (простији ракови) или у виду великог броја нити накачених на једну централну осовину;
- код сувоземних врста образују се шкржне коморе које функционишу као плућа;
- сићушне, водене врсте могу респирацију да обављају целом површином тела.

Излучивање се обавља једним јединим паром измењених метанефридија који се излива у основи максила или антена па се према томе називају максиларне или антеналне жлезде.
Нервни систем је лествичастог типа при чему код појединих врста може да дође до стапања ганглија.
Ракови имају одвојене полове са израженим полним диморфизмом, а хермафродити су ретки. Код највећег броја врсте развиће се одвија метамотфозом при чему долази до пресвлачења, одбацивања старе кутикуле, која постаје мала, тесна и образовања нове.

## Класификација
Класа ракова дели се на поткласе:
- цефалокарида
- бранхиопода
- остракода
- мистакокарида
- копепода
- бранхиура
- цирипедија
- малакострака или виши ракови

По једној застарелој подели делили су се у две групе: 
- нижи ракови (Entomostraca) и
- виши ракови (Malacostraca).

Заједничко је обележје виших ракова једнак број сегмената.
Такозвани нижи ракови, су подељени у : 
- данашњи разред листоношци (:  и ,
- današnji razred dvoljušturci,
- данашњи подразред веслоношци (Copepoda); припада разреду
- данашњи подразред шкргорепци (Branchiura); припада разреду
- данашњи инфраразред витичари (Cirripedia).[3] Pripada u razred Maxillopoda

Подред ракова се дели на:
- Класа  - шкргоношци
  - Подкласа 
    - Ред 
      - Фамилија 

  - Подкласа 
    - Ифракласа 
      - Надред 
        - Ред 
          - Фамилија 
          - Фамилија 
          - Фамилија 
          - Фамилија 
          - Фамилија 
          - Фамилија 
          - Фамилија 

        - Ред 
          - Фамилија 
          - Фамилија 
          - Фамилија 

        - Ред 
          - Фамилија 

        - Ред 
          - Фамилија 
          - Фамилија 
          - Фамилија 

      - Ред 
        - Фамилија 

    - Ред 
      - Фамилија 

    - Ред 
      - Фамилија 

  - Подкласа 
    - Ред 
      - Фамилија 
      - Фамилија 
      - Фамилија 
      - Фамилија 
      - Фамилија 
      - Фамилија 
      - Фамилија 
      - Фамилија
- Класа 
  - 
    - Фамилија
- Класа 
  - Класа 
    - Подксласа  - veslonošci
      - Ифракласа 
      - Ифракласа 
        - Ндред 
          - Ред 
            - Фамилија 
            - Фамилија 
            - Фамилија 
            - Фамилија 
            - Фамилија 
            - Фамилија 
            - Фамилија 
            - Фамилија 
            - Фамилија 
            - Фамилија 
            - Фамилија 
            - Фамилија 
            - Фамилија 
            - Фамилија 
            - Фамилија 
            - Фамилија 
            - Фамилија 
            - Фамилија 
            - Фамилија 
            - Фамилија 
            - Фамилија 
            - Фамилија 
            - Фамилија 
            - Фамилија 
            - Фамилија 
            - Фамилија 
            - Фамилија 
            - Фамилија 
            - Фамилија 
            - Фамилија 
            - Фамилија 
            - Фамилија 
            - Фамилија 
            - Фамилија 
            - Фамилија 
            - Фамилија 
            - Фамилија 
            - Фамилија 
            - Фамилија 
            - Фамилија 
            - Фамилија 
            - Фамилија 
            - Фамилија 
            - Фамилија 

        - Надред 
          - Ред 
            - Фамилија 
            - Фамилија 

          - Ред 
            - Фамилија 
            - Фамилија 
            - Фамилија 
            - Фамилија 
            - Фамилија 
            - Фамилија 
            - Фамилија 
            - Фамилија 
            - Фамилија 
            - Фамилија 
            - Фамилија 
            - Фамилија 
            - Фамилија 
            - Фамилија 
            - Фамилија 
            - Фамилија 
            - Фамилија 
            - Фамилија 
            - Фамилија 
            - Фамилија 
            - Фамилија 
            - Фамилија 
            - Фамилија 
            - Фамилија 
            - Фамилија 
            - Фамилија 
            - Фамилија 
            - Фамилија 
            - Фамилија 

          - Ред 
            - Фамилија 

          - Ред 
            - Фамилија 
            - Фамилија 
            - Фамилија 
            - Фамилија 
            - Фамилија 
            - Фамилија 
            - Фамилија 
            - Фамилија 
            - Фамилија 
            - Фамилија 
            - Фамилија 
            - Фамилија 
            - Фамилија 
            - Фамилија 
            - Фамилија 
            - Фамилија 
            - Фамилија 
            - Фамилија 
            - Фамилија 
            - Фамилија 
            - Фамилија 
            - Фамилија 
            - Фамилија 
            - Фамилија 
            - Фамилија 
            - Фамилија 
            - Фамилија 
            - Фамилија 
            - Фамилија 
            - Фамилија 
            - Фамилија 
            - Фамилија 
            - Фамилија 
            - Фамилија 
            - Фамилија 
            - Фамилија 
            - Фамилија 
            - Фамилија 
            - Фамилија 
            - Фамилија 
            - Фамилија 
            - Фамилија 
            - Фамилија 
            - Фамилија 
            - Фамилија 
            - Фамилија 
            - Фамилија 
            - Фамилија 
            - Фамилија 
            - Фамилија 
            - Фамилија 
            - Фамилија 
            - Фамилија 
            - Фамилија 

          - Ред 
            - Фамилија 
            - Фамилија 
            - Фамилија 

          - Ред 
            - Фамилија 

          - Ред 
            - Фамилија 

          - Ред 
            - Фамилија 
            - Фамилија 
            - Фамилија 
            - Фамилија 
            - Фамилија 
            - Фамилија 
            - Фамилија 
            - Фамилија 
            - Фамилија 
            - Фамилија 
            - Фамилија 
            - Фамилија 
            - Фамилија 
            - Фамилија 
            - Фамилија 
            - Фамилија 
            - Фамилија 
            - Фамилија 
            - Фамилија 
            - Фамилија 
            - Фамилија 
            - Фамилија 
            - Фамилија 
            - Фамилија 
            - Фамилија 
            - Фамилија 
            - Фамилија 
            - Фамилија 
            - Фамилија 
            - Фамилија 
            - Фамилија 
            - Фамилија 
            - Фамилија 
            - Фамилија 
            - Фамилија 
            - Фамилија 
            - Фамилија 
            - Фамилија 
            - Фамилија 
            - Фамилија 

      - Инфракласа 
        - Ред 
          - Фамилија 

    - Подкласа 
      - Фамилија 
      - Фамилија 
      - Фамилија 
      - Фамилија 
      - Фамилија 

    - Подкласа 
      - Инфракласа 
        - Ред 
          - Фамилија 
          - Фамилија 
          - Фамилија 

        - Ред 
          - Фамилија 
          - Фамилија 
          - Фамилија 

      - Инфракласа  - vitičari
        - Надред 
          - Ред 
            - Фамилија 

          - Ред 
            - Фамилија 
            - Фамилија 

        - Надред 
          - Ред 
            - Фамилија 
            - Фамилија 
            - Фамилија 
            - Фамилија 
            - Фамилија 
            - Фамилија 
            - Фамилија 

          - Ред 
            - Фамилија 
            - Фамилија 
            - Фамилија 
            - Фамилија 

        - Надред 
          - Ред 
            - Фамилија  †

          - Ред 
            - Подред 
              - Фамилија 
              - Фамилија 

          - Ред 
            - Подред 
              - Фамилија 
              - Фамилија 
              - Фамилија 
              - Фамилија 
              - Фамилија 
              - Фамилија  †
              - Фамилија 

            - Подред 
              - Фамилија 
              - Фамилија 
              - Фамилија 

            - Подред 
              - Инфраред  †
                - Надфамилија  †

          - Ред 
            - Фамилија 
            - Фамилија 
            - Фамилија 
            - Фамилија 
            - Фамилија 
            - Фамилија 
            - Фамилија  †
            - Фамилија  †

          - Ред 
            - Подред 
              - Надфамилија 
                - Фамилија 
                - Фамилија 
                - Фамилија 

              - Надфамилија 
                - Фамилија 
                - Фамилија 

              - Надфамилија 
                - Фамилија 
                - Фамилија 

              - Надфамилија 
                - Фамилија 
                - Фамилија 
                - Фамилија 

              - Надфамилија 
                - Фамилија 

              - Надфамилија 
                - Фамилија 
                - Фамилија 
                - Фамилија 

              - Подред 
                - Фамилија  †
                - Фамилија 

          - Подред 
            - Фамилија 
            - Фамилија  †
            - Фамилија 

      - Инфракласа 

  - Класа  - виши ракови
    - Поткласа Eumalacostraca
      - Надред 
        - Ред 
          - Подред 
            - Надфамилија 
              - Фамилија 
              - Фамилија 
              - Фамилија 
              - Фамилија 
              - Фамилија 

            - Надфамилија 
              - Фамилија 
              - Фамилија 
              - Фамилија 

          - Подред 
            - Инфраред 
              - Фамилија 
              - Фамилија 

            - Инфраред 
              - Надфамилија 
                - Фамилија 

              - Надфамилија 
                - Фамилија 
                - Фамилија 
                - Фамилија 

              - Надфамилија 
                - Фамилија 
                - Фамилија 
                - Фамилија 
                - Фамилија 

              - Надфамилија 
                - Фамилија 
                - Фамилија 
                - Фамилија 

              - Надфамилија 
                - Фамилија 
                - Фамилија 

              - Надфамилија 
                - Фамилија 

              - Надфамилија 
                - Фамилија 
                - Фамилија 
                - Фамилија 
                - Фамилија 
                - Фамилија 
                - Фамилија 

            - Инфраред 
              - Надфамилија 
                - Фамилија 
                - Фамилија 
                - Фамилија 
                - Фамилија  †

              - Надфамилија 
                - Фамилија 

              - Надфамилија 
                - Фамилија 

              - Надфамилија 
                - Фамилија 

            - Инфраред 
              - Фамилија 
              - Фамилија 
              - Фамилија 
              - Фамилија 
              - Фамилија 
              - Фамилија 
              - Фамилија 
              - Фамилија 
              - Фамилија 

            - Инфраред 
              - Секција 
                - Подсекција 
                  - Надфамилија 
                    - Фамилија 
                    - Фамилија 

                  - Надфамилија 
                    - Фамилија 

                  - Надфамилија Calappoidea De Haan, 1833}-
                    - Фамилија 
                    - Фамилија 
                    - Фамилија 

                  - Надфамилија 
                    - Фамилија 
                    - Фамилија 

                  - Надфамилија 
                    - Фамилија 

                  - Надфамилија 
                    - Фамилија 

                  - Надфамилија 
                    - Фамилија 

                  - Надфамилија 
                    - Фамилија 
                    - Фамилија 

                  - Надфамилија 
                    - Фамилија 
                    - Фамилија 

                  - Надфамилија 
                    - Фамилија 
                    - Фамилија 
                    - Фамилија 
                    - Фамилија 
                    - Фамилија 
                    - Фамилија 

                  - Надфамилија 
                    - Фамилија 
                    - Фамилија 

                  - Надфамилија 
                    - Фамилија 
                    - Фамилија 
                    - Фамилија 
                    - Фамилија 
                    - Фамилија 
                    - Фамилија 
                    - Фамилија 
                    - Фамилија 
                    - Фамилија 
                    - Фамилија 
                    - Фамилија 
                    - Фамилија 

                  - Надфамилија 
                    - Фамилија 

                  - Надфамилија 
                    - Фамилија 

                  - Надфамилија 
                    - Фамилија 
                    - Фамилија 

                  - Надфамилија 
                    - Фамилија 
                    - Фамилија 
                    - Фамилија 
                    - Фамилија 
                    - Фамилија 
                    - Фамилија 
                    - Фамилија 

                  - Надфамилија 
                    - Фамилија 

                  - Надфамилија 
                    - Фамилија 
                    - Фамилија 

                  - Надфамилија 
                    - Фамилија 

                  - Надфамилија 
                    - Фамилија 
                    - Фамилија 
                    - Фамилија 

                  - Надфамилија 
                    - Фамилија 
                    - Фамилија 
                    - Фамилија 
                    - Фамилија 
                    - Фамилија 
                    - Фамилија 
                    - Фамилија 
                    - Фамилија 

                  - Надфамилија 
                    - Фамилија 
                    - Фамилија 

                  - Надфамилија 
                    - Фамилија 

                  - Надфамилија 
                    - Фамилија 
                    - Фамилија 
                    - Фамилија 
                    - Фамилија 

                  - Надфамилија 
                    - Фамилија 

                  - Надфамилија 
                  - Надфамилија 
                    - Фамилија 
                    - Фамилија 
                    - Фамилија 

                  - Надфамилија 
                    - Фамилија 

                  - Надфамилија 
                    - Фамилија 

                  - Надфамилија 
                    - Фамилија 
                    - Фамилија 
                    - Фамилија 
                    - Фамилија 

                - Подсекција 
                  - Надфамилија 
                    - Фамилија 

                  - Надфамилија 
                    - Фамилија 
                    - Фамилија 
                    - Фамилија 
                    - Фамилија 
                    - Фамилија 
                    - Фамилија 
                    - Фамилија 
                    - Фамилија 

                  - Надфамилија 
                    - Фамилија 
                    - Фамилија 
                    - Фамилија 
                    - Фамилија 
                    - Фамилија 
                    - Фамилија 
                    - Фамилија 

                  - Надфамилија 
                    - Фамилија 
                    - Фамилија 

              - Секција 
                - Надфамилија 
                  - Фамилија 
                  - Фамилија 
                  - Фамилија 

                - Надфамилија 
                  - Фамилија 
                  - Фамилија 

                - Надфамилија 
                  - Фамилија 

                - Надфамилија 
                  - Фамилија 
                  - Фамилија 
                  - Фамилија 

                - Надфамилија 
                  - Фамилија 
                  - Фамилија 

            - Инфраред 
              - Надфамилија Alpheoidea Rafinesque, 1815}-
                - Фамилија 
                - Фамилија 
                - Фамилија 
                - Фамилија 
                - Фамилија 
                - Фамилија 
                - Фамилија 
                - Фамилија 

              - Фамилија 
              - Надфамилија 
                - Фамилија 

              - Надфамилија 
                - Фамилија 
                - Фамилија 
                - Фамилија 
                - Фамилија 
                - Фамилија 
                - Фамилија 

              - Надфамилија 
                - Фамилија 
                - Фамилија 

              - Надфамилија 
                - Фамилија 
                - Фамилија 

              - Надфамилија 
                - Фамилија 
                - Фамилија 
                - Фамилија 
                - Фамилија 
                - Фамилија 

              - Надфамилија 
                - Фамилија 
                - Фамилија 

              - Надфамилија 
                - Фамилија 
                - Фамилија 
                - Фамилија 
                - Фамилија 
                - Фамилија 

              - Надфамилија 
                - Фамилија 
                - Фамилија 

              - Надфамилија 
                - Фамилија 

              - Надфамилија 
                - Фамилија 

              - Надфамилија 
                - Фамилија 

              - Надфамилија 
                - Фамилија 

              - Надфамилија 
                - Фамилија 

            - Инфраред 
              - Фамилија 
              - Фамилија 
              - Фамилија 
              - Фамилија 

            - Инфраред 
              - Надфамилија 
                - Фамилија 

            - Инфраред 
              - Надфамилија 
                - Фамилија 

              - Фамилија 

            - Инфраред 
              - Фамилија 

            - Инфраред 
              - Фамилија 
              - Фамилија 
              - Фамилија 

        - Ред 
          - Фамилија 
          - Фамилија 

      - Superorder 
        - Ред 
          - Подред 
            - Инфраред 
              - Група 
                - Надфамилија 
                  - Фамилија 
                  - Фамилија 
                  - Фамилија 
                  - Фамилија 
                  - Фамилија 
                  - Фамилија 
                  - Фамилија 
                  - Фамилија 
                  - Фамилија 
                  - Фамилија 

                - Надфамилија 
                  - Фамилија 
                  - Фамилија 
                  - Фамилија 
                  - Фамилија 
                  - Фамилија 
                  - Фамилија 
                  - Фамилија 
                  - Фамилија 
                  - Фамилија 
                  - Фамилија 
                  - Фамилија 
                  - Фамилија 

                - Надфамилија 
                  - Фамилија 

              - Група 
                - Надфамилија 
                - Надфамилија 

              - Група 
                - Надфамилија 
                  - Фамилија 

              - Група 
                - Надфамилија 
                  - Фамилија 
                  - Фамилија 
                  - Фамилија 

            - Инфраред 
              - Група 
                - Надфамилија 
                  - Фамилија 
                  - Фамилија 
                  - Фамилија 
                  - Фамилија 
                  - Фамилија 
                  - Фамилија 
                  - Фамилија 
                  - Фамилија 
                  - Фамилија 
                  - Фамилија 
                  - Фамилија 
                  - Фамилија 
                  - Фамилија 
                  - Фамилија 

              - Група 
                - Надфамилија 
                  - Фамилија 
                  - Фамилија 
                  - Фамилија 
                  - Фамилија 
                  - Фамилија 
                  - Фамилија 

                - Надфамилија 
                  - Фамилија 
                  - Фамилија 
                  - Фамилија 
                  - Фамилија 
                  - Фамилија 
                  - Фамилија 
                  - Фамилија 
                  - Фамилија 
                  - Фамилија 
                  - Фамилија 
                  - Фамилија 
                  - Фамилија 
                  - Фамилија 
                  - Фамилија 

                - Надфамилија 
                  - Фамилија 
                  - Фамилија 
                  - Фамилија 
                  - Фамилија 
                  - Фамилија 
                  - Фамилија 
                  - Фамилија 
                  - Фамилија 
                  - Фамилија 
                  - Фамилија 
                  - Фамилија 
                  - Фамилија 

                - Надфамилија 
                  - Фамилија 

              - Група 
                - Надфамилија 
                  - Фамилија 
                  - Фамилија 
                  - Фамилија 
                  - Фамилија 
                  - Фамилија 

                - Надфамилија 
                  - Фамилија 
                  - Фамилија 
                  - Фамилија 

          - Подред 
            - Инфраред 
              - Група 
                - Надфамилија 
                  - Фамилија 

              - Група 
                - Надфамилија 
                  - Фамилија 

          - Подред 
            - Инфраред 
              - Група 
                - Надфамилија 
                  - Фамилија 
                  - Фамилија 
                  - Фамилија 
                  - Фамилија 
                  - Фамилија 
                  - Фамилија 
                  - Фамилија 
                  - Фамилија 

                - Надфамилија 
                  - Фамилија 
                  - Фамилија 
                  - Фамилија 
                  - Фамилија 
                  - Фамилија 
                  - Фамилија 
                  - Фамилија 
                  - Фамилија 
                  - Фамилија 
                  - Фамилија 
                  - Фамилија 
                  - Фамилија 

                - Надфамилија 
                  - Фамилија 
                  - Фамилија 
                  - Фамилија 

            - Инфраред 
              - Parvorder 
                - Надфамилија 
                  - Фамилија 
                  - Фамилија 
                  - Фамилија 
                  - Фамилија 
                  - Фамилија 
                  - Фамилија 
                  - Фамилија 

                - Надфамилија 
                  - Фамилија 
                  - Фамилија 
                  - Фамилија 
                  - Фамилија 
                  - Фамилија 

          - Подред 
            - Инфраред 
              - Група 
                - Надфамилија 
                  - Фамилија 
                  - Фамилија 

              - Група 
                - Надфамилија 
                  - Фамилија 

          - Подред 
            - Инфраред 
              - Група 
                - Надфамилија 
                  - Фамилија 

          - Подред 
            - Инфраред 
              - Група 
                - Надфамилија 
                  - Фамилија 
                  - Фамилија 
                  - Фамилија 

            - Инфраред 
              - Група 
                - Надфамилија 
                  - Фамилија 
                  - Фамилија 

            - Инфраред 
              - Група 
                - Надфамилија 
                  - Фамилија 
                  - Фамилија 

                - Надфамилија 
                  - Фамилија 
                  - Фамилија 
                  - Фамилија 
                  - Фамилија 
                  - Фамилија 

                - Надфамилија 
                  - Фамилија 

                - Надфамилија 
                  - Фамилија 
                  - Фамилија 
                  - Фамилија 
                  - Фамилија 

                - Надфамилија 
                - Надфамилија 
                  - Фамилија 
                  - Фамилија 
                  - Фамилија 

                - Надфамилија 
                  - Фамилија 

              - Група 
                - Надфамилија 
                  - Фамилија 
                  - Фамилија 

                - Надфамилија 
                  - Фамилија 

                - Надфамилија 
                  - Фамилија 

                - Надфамилија 
                  - Фамилија 
                  - Фамилија 

            - Инфраред 
              - Група 
                - Надфамилија 
                  - Фамилија 
                  - Фамилија 
                  - Фамилија 
                  - Фамилија 
                  - Фамилија 

                - Надфамилија 
                  - Фамилија 
                  - Фамилија 
                  - Фамилија 
                  - Фамилија 
                  - Фамилија 
                  - Фамилија 
                  - Фамилија 
                  - Фамилија 
                  - Фамилија 
                  - Фамилија 
                  - Фамилија 
                  - Фамилија 
                  - Фамилија 
                  - Фамилија 

              - Група 
                - Надфамилија 
                  - Фамилија 
                  - Фамилија 
                  - Фамилија 
                  - Фамилија 
                  - Фамилија 
                  - Фамилија 
                  - Фамилија 
                  - Фамилија 
                  - Фамилија 
                  - Фамилија 
                  - Фамилија 
                  - Фамилија 
                  - Фамилија 
                  - Фамилија 
                  - Фамилија 
                  - Фамилија 
                  - Фамилија 
                  - Фамилија 
                  - Фамилија 
                  - Фамилија 
                  - Фамилија 
                  - Фамилија 
                  - Фамилија 
                  - Фамилија 
                  - Фамилија 
                  - Фамилија 

            - Инфраред 
              - Група 
                - Надфамилија 
                  - Фамилија 
                  - Фамилија 
                  - Фамилија 
                  - Фамилија 
                  - Фамилија 

                - Надфамилија 
                  - Фамилија 
                  - Фамилија 
                  - Фамилија 
                  - Фамилија 
                  - Фамилија 
                  - Фамилија 
                  - Фамилија 
                  - Фамилија 

            - Инфраред 
              - Група 
                - Надфамилија 
                  - Фамилија 

                - Надфамилија 
                  - Фамилија 
                  - Фамилија 

                - Надфамилија 
                  - Фамилија 
                  - Фамилија 
                  - Фамилија 
                  - Фамилија 
                  - Фамилија 
                  - Фамилија 
                  - Фамилија 
                  - Фамилија 
                  - Фамилија 
                  - Фамилија 
                  - Фамилија 

        - Ред 
          - Фамилија 

        - Ред 
          - Фамилија 
          - Фамилија 
          - Фамилија 
          - Фамилија 
          - Фамилија 
          - Фамилија 
          - Фамилија 
          - Фамилија 
          - Фамилија 

        - Ред 
          - Подред 
            - Инфраред 
              - Група 
                - Надфамилија 
                  - Фамилија 

              - Група 
                - Надфамилија 
                  - Фамилија 

        - Ред 
          - Подред 
            - Надфамилија 
              - Фамилија 
              - Фамилија 

            - Надфамилија 
              - Фамилија 
              - Фамилија 

            - Надфамилија 
              - Фамилија 
              - Фамилија 
              - Фамилија 
              - Фамилија 
              - Фамилија 
              - Фамилија 
              - Фамилија 
              - Фамилија 
              - Фамилија 
              - Фамилија 
              - Фамилија 
              - Фамилија 
              - Фамилија 
              - Фамилија 
              - Фамилија 
              - Фамилија 
              - Фамилија 
              - Фамилија 
              - Фамилија 
              - Фамилија 
              - Фамилија 
              - Фамилија 
              - Фамилија 
              - Фамилија 
              - Фамилија 

            - Надфамилија 
              - Фамилија 
              - Фамилија 

          - Подред 
            - Фамилија 
            - Фамилија 

          - Подред 
            - Надфамилија Anthuroidea Leach, 1914}-
              - Фамилија 
              - Фамилија 
              - Фамилија 
              - Фамилија 
              - Фамилија 
              - Фамилија 

            - Надфамилија 
              - Фамилија 
              - Фамилија 
              - Фамилија 
              - Фамилија 
              - Фамилија 
              - Фамилија 
              - Фамилија 
              - Фамилија 
              - Фамилија 

            - Инфраред 
              - Надфамилија 
                - Фамилија 
                - Фамилија 
                - Фамилија 
                - Фамилија 
                - Фамилија 

              - Надфамилија 
                - Фамилија 
                - Фамилија 
                - Фамилија 
                - Фамилија 
                - Фамилија 
                - Фамилија 
                - Фамилија 
                - Фамилија 
                - Фамилија 
                - Фамилија 

          - Подред 
            - Надфамилија 
              - Фамилија 
              - Фамилија 
              - Фамилија 

          - Подред 
            - Фамилија 
            - Фамилија 

          - Подред 
            - Фамилија 
            - Фамилија 
            - Фамилија 
            - Фамилија 
            - Фамилија 
            - Фамилија 
            - Фамилија 
            - Фамилија 
            - Фамилија 
            - Фамилија 
            - Фамилија 
            - Фамилија 
            - Фамилија 
            - Фамилија 
            - Фамилија 
            - Фамилија 
            - Фамилија 
            - Фамилија 
            - Фамилија 
            - Фамилија 
            - Фамилија 
            - Фамилија 
            - Фамилија 
            - Фамилија 
            - Фамилија 
            - Фамилија 
            - Фамилија 
            - Фамилија 
            - Фамилија 
            - Фамилија 
            - Фамилија 
            - Фамилија 
            - Фамилија 
            - Фамилија 
            - Фамилија 
            - Фамилија 
            - Фамилија 
            - Фамилија 
            - Фамилија 

          - Подред 
            - Фамилија 

          - Подред 
            - Фамилија 
            - Фамилија 
            - Фамилија 
            - Фамилија 
            - Фамилија -{Phreatoicidea incertae sedis
            - Фамилија 
            - Фамилија 

          - Подред 
            - Фамилија 
            - Надфамилија 
              - Фамилија 
              - Фамилија 
              - Фамилија 
              - Фамилија 

            - Надфамилија 
              - Фамилија 
              - Фамилија 
              - Фамилија 

          - Подред 
            - Фамилија 

          - Подред 
            - Фамилија 
            - Фамилија 
            - Фамилија 
            - Фамилија 
            - Фамилија 
            - Фамилија 
            - Фамилија 
            - Фамилија 
            - Фамилија 
            - Фамилија 
            - Фамилија 
            - Фамилија 

        - Ред 
          - Фамилија 
          - Фамилија 
          - Фамилија 
          - Фамилија  †

        - Ред 
          - Фамилија -{Mictocarididae

        - Ред 
          - Фамилија 
          - Фамилија 

        - Ред  †
          - Фамилија  †
          - Фамилија  †
          - Фамилија  †
          - Фамилија -{Pygocephalomorpha incertae sedis †
          - Фамилија  †
          - Фамилија  †

        - Ред -{Spelaeogriphacea
          - Фамилија 

        - Ред 
          - Фамилија 
          - Фамилија 

        - Ред 
          - Подред  †
            - Фамилија  †
            - Фамилија  †

          - Подред 
            - Надфамилија 
              - Фамилија 
              - Фамилија 
              - Фамилија 
              - Фамилија 
              - Фамилија 
              - Фамилија 
              - Фамилија 
              - Фамилија 
              - Фамилија 
              - Фамилија 
              - Фамилија 
              - Фамилија 
              - Фамилија 

            - Надфамилија  †
              - Фамилија  †

            - Надфамилија  †
              - Фамилија  †
              - Род  †

          - Подред 
            - Надфамилија 
              - Фамилија 

            - Надфамилија 
              - Фамилија 
              - Фамилија 
              - Фамилија  †
              - Фамилија 
              - Фамилија 
              - Фамилија 
              - Фамилија 
              - Фамилија 
              - Фамилија 
              - Фамилија 
              - Фамилија 
              - Фамилија 
              - Фамилија 
              - Фамилија 
              - Фамилија 
              - Фамилија 
              - Фамилија 
              - Фамилија 
              - Фамилија 
              - Фамилија 

            - Надфамилија 
              - Фамилија 

        - Ред 
          - Фамилија 
          - Фамилија 
          - Фамилија 
          - Фамилија 

      - Група 
        - Ред 
        - Ред 
          - Фамилија 
          - Фамилија 

    - Подкласа 
      - Ред 
        - Подред 
          - Надфамилија 
            - Фамилија 
            - Фамилија 

          - Надфамилија 
            - Фамилија 

          - Надфамилија 
            - Фамилија 

          - Надфамилија 
            - Фамилија 
            - Фамилија 
            - Фамилија 
            - Фамилија 
            - Фамилија 
            - Фамилија 
            - Фамилија 

          - Надфамилија 
            - Фамилија 
            - Фамилија 
            - Фамилија 
            - Фамилија 

          - Надфамилија 
          - Надфамилија 
            - Фамилија 

    - Подкласа 
      - Ред  †
        - Подред  †
          - Род  †

        - Подред  †
          - Фамилија  †

        - Подред  †
          - Фамилија  †

        - Подред  †
          - Фамилија  †
          - Фамилија  †
          - Фамилија  †
          - Фамилија  †

        - Подред  †
          - Фамилија  †

        - Подред  †
          - Фамилија  †
          - Фамилија  †

        - Подред  †
          - Фамилија  †

      - Ред  †
        - Фамилија  †
        - Фамилија  †

      - Ред  †
      - Ред  †
        - Фамилија  †

      - Ред 
        - Род  †
        - Подред 
          - Фамилија 
          - Фамилија 
          - Фамилија 
          - Фамилија  †

      - Род  †
- Надкласа 
  - Класа 
    - Подкласа 
      - Ред 
        - Надфамилија 
          - Фамилија 

    - Подкласа 
      - Ред 
        - Фамилија 

      - Ред 
        - Надфамилија 
          - Фамилија 
          - Фамилија 

        - Надфамилија 
          - Фамилија 
          - Фамилија 

      - Ред 
        - Фамилија 

      - Ред 
        - Фамилија 

  - Подкласа 
    - Ред 
      - Фамилија 

  - Класа 
    - Подкласа  †
    - Подкласа  †
      - Фамилија  †
      - Фамилија  †
      - Фамилија  †
      - Надфамилија  †
      - Фамилија  †
      - Фамилија  †
      - Фамилија  †

    - Подкласа 
      - Надфамилија  †
        - Фамилија  †

      - Надфамилија  †
        - Фамилија  †
        - Фамилија  †

      - Надфамилија  †
        - Фамилија  †
        - Фамилија  †

      - Ред 
        - Подред 
          - Надфамилија 
            - Фамилија 
            - Фамилија  †

        - Подред 
          - Надфамилија 
            - Фамилија 
            - Фамилија 

          - Надфамилија 
            - Фамилија 

      - Ред 
        - Подред  †
        - Род  †
        - Подред 
          - Надфамилија 
            - Фамилија 

          - Надфамилија 
            - Фамилија 

          - Надфамилија  †
            - Фамилија  †

          - Надфамилија 
            - Род  †
            - Фамилија 
            - Фамилија 
            - Фамилија 

        - Подред  †

      - Надфамилија  †
        - Фамилија  †

      - Фамилија  †

    - Подкласа 
      - Фамилија  †
      - Фамилија  †
      - Инфракласа  †
      - Фамилија  †
      - Надфамилија  †
        - Фамилија  †
        - Фамилија  †
        - Фамилија  †
        - Фамилија  †
        - Фамилија  †
        - Фамилија  †

      - Фамилија  †
      - Фамилија  †
      - Фамилија  †
      - Фамилија  †
      - Фамилија  †
      - Род  †
      - Фамилија  †
      - Фамилија  †
      - Фамилија -{Clavofabellinidae †
      - Фамилија  †
      - Фамилија  †
      - Надфамилија  †
        - Фамилија  †

      - Фамилија  †
      - Фамилија  †
      - Инфракласа  †
        - Фамилија  †
        - Надфамилија  †
          - Род  †

        - Надфамилија  †

      - Фамилија  †
      - Фамилија  †
      - Фамилија  †
      - Фамилија  †
      - Фамилија  †
      - Фамилија  †
      - Фамилија  †
      - Фамилија  †
      - Фамилија  †
      - Фамилија  †
      - Фамилија  †
      - Надфамилија  †
        - Род  †
        - Фамилија  †
        - Фамилија  †
        - Фамилија  Sohn, 1954}- †
        - Фамилија  Ulrich & Bassler, 1906}- †

      - Фамилија  Sohn, 1961}- †
      - Инфракласа  †
        - Ред  †
          - Подред  †

      - Инфракласа  †
      - Фамилија  †
      - Фамилија  †
      - Фамилија  †
      - Фамилија  †
      - Фамилија  †
      - Фамилија  †
      - Фамилија  †
      - Ред  †
        - Подред  †
        - Подред  †
        - Подред  †
        - Подред  †

      - Фамилија  †
      - Фамилија  †
      - Фамилија  †
      - Фамилија  †
      - Фамилија  †
      - Надфамилија 
        - Фамилија  †
        - Фамилија 

      - Фамилија  †
      - Фамилија  †
      - Фамилија 
      - Фамилија  †
      - Фамилија  †
      - Фамилија  †
      - Род  †
      - Род  †
      - Фамилија  †
      - Подред 
      - Фамилија  †
      - Фамилија  †
      - Фамилија  †
      - Фамилија  †
      - Фамилија  †
      - Фамилија  †
      - Фамилија  †
      - Фамилија  †
      - Фамилија  †
      - Фамилија  †
      - Фамилија  †
      - Фамилија  †
      - Фамилија  †

    - Подкласа 
      - Фамилија  †
      - Фамилија  †
      - Фамилија  †
      - Фамилија  †
      - Надфамилија  †
      - Фамилија  †
      - Фамилија  †
      - Фамилија  †
      - Надфамилија  †
      - Фамилија  †
      - Фамилија  †
      - Фамилија  †
      - Ред 
        - Надфамилија 
          - Фамилија 

      - Фамилија  †

    - Подкласа 
      - Фамилија  †
      - Фамилија  †
      - Ред  †
        - Подред  †

      - Фамилија  †
      - Ред 
        - Подред 
          - Фамилија 
          - Надфамилија 
            - Фамилија  †
            - Фамилија 
            - Фамилија 
            - Фамилија  †
            - Фамилија  †
            - Фамилија 

          - Инфраред  †
            - Род  †

        - Подред 
          - Надфамилија 
            - Фамилија 
            - Фамилија  †
            - Фамилија 
            - Фамилија 
            - Фамилија 
            - Род  †
            - Фамилија  †

          - Надфамилија 
            - Фамилија 

          - Надфамилија 
            - Фамилија 

        - Подред 
          - Надфамилија 
            - Фамилија 
            - Фамилија  †
            - Фамилија 
            - Фамилија 
            - Фамилија  †
            - Фамилија 
            - Фамилија 
            - Фамилија 
            - Фамилија 
            - Фамилија 
            - Фамилија 
            - Фамилија  †
            - Фамилија 
            - Фамилија 
            - Фамилија 
            - Фамилија  †
            - Фамилија 
            - Фамилија 
            - Род  †
            - Фамилија 
            - Фамилија 
            - Фамилија 
            - Фамилија 
            - Фамилија 
            - Фамилија 
            - Фамилија 
            - Фамилија 
            - Фамилија  †
            - Фамилија 
            - Фамилија 
            - Фамилија 
            - Фамилија 
            - Фамилија 
            - Фамилија 
            - Фамилија 
            - Фамилија 
            - Фамилија 
            - Фамилија 
            - Фамилија 
            - Фамилија 
            - Фамилија  †
            - Фамилија  †
            - Фамилија 
            - Фамилија 
            - Фамилија  †
            - Фамилија 

          - Надфамилија 
            - Фамилија 

        - Подред 
          - Надфамилија 
            - Фамилија 

        - Подред 

      - Фамилија  †
      - Фамилија  †
- Класа 
  - Ред  †
    - Фамилија  †

  - Ред 
    - Фамилија 
    - Фамилија 
    - Фамилија 
    - Фамилија 
    - Фамилија 
    - Фамилија 
    - Фамилија 
    - Фамилија
- -{'Maxillopoda Није прихваћен

## Галерија
- краба
- Јастог
- Јастог (Јадранско море)
- Ракови самци